# Toconce
Toconce ist eine Gemeinde mit 45 Einwohnern im Norden Chiles nahe der Grenze zu Bolivien. Sie gehört zur Provinz El Loa in der Región de Antofagasta.
Der Ort liegt 91 km nordöstlich von Calama auf einer Höhe von 3350 m an den Hängen südlich des Flusses Toconce. Nördlich des Orts wird die Landschaft von den Vulkanen Cerro Paniri, Cerro del León und Toconce dominiert.
Das Dorf präkolumbianischen Ursprungs ist geprägt von der typischen Bauweise der Anden mit Steinhäusern und mit Stroh gedeckten Dächern aus Kaktusholz. Am 1. September 1998 wurde der Ort wegen seiner kulturellen Bedeutung zusammen mit Ayquina in die Tentativliste des UNESCO-Welterbes aufgenommen.
Die Mehrzahl der Bewohner sind Bauern, die auf den Terrassenfeldern Mais, Kartoffeln, Bohnen und Gemüse anbauen. Zusammen mit der benachbarten Gemeinde Caspana wird von Toconce das Geothermiefeld von El Tatio verwaltet.